# No Sleep Tonight
No Sleep Tonight è un singolo del gruppo musicale britannico Enter Shikari, il secondo estratto dal loro secondo album in studio Common Dreads, pubblicato il 29 luglio 2009.

## Descrizione
In un'intervista a Kerrang!, il cantante Rou Reynolds ha detto che il brano parla «della coscienza morale e di come le compagnie petrolifere siano sempre più interessate a guadagni a breve termine» (tema ripreso anche in Arguing with Thermometers). Sempre nella stessa occasione si è dichiarato soddisfatto di come siano venute fuori le melodie del brano, aggiungendo che No Sleep Tonight è completamente diversa da molte delle loro canzoni, che solitamente hanno un tono decisamente più aggressivo.

## Video musicale
Il video ufficiale del brano, diretto da Shane Davey, è stato pubblicato il 5 luglio 2009 sul canale YouTube degli Enter Shikari.

## Tracce
Testi di Rou Reynolds, musiche degli Enter Shikari.
CD
1. No Sleep Tonight – 4:16
2. No Sleep Tonight (Mistabishi Remix) – 4:16
3. No Sleep Tonight (LightsGoBlue Remix) – 4:37

Download digitale
1. No Sleep Tonight – 4:16
2. Juggernauts (BBC Radio 1 Live Version) – 4:49
3. No Sleep Tonight (The Qemists Remix) – 6:00

Vinile 7"
1. No Sleep Tonight (The Qemists Remix) – 6:00
2. No Sleep Tonight (Rout Remix) – 4:11

## Formazione
- Rou Reynolds – voce, tastiera, sintetizzatore, programmazione
- Rory Clewlow – chitarra, voce secondaria
- Chris Batten – basso, voce secondaria
- Rob Rolfe – batteria, percussioni

## Classifiche
| Classifica (2009)          | Posizione massima |
| -------------------------- | ----------------- |
| Regno Unito                | 63                |
| Regno Unito (physical)     | 9                 |
| Regno Unito (rock & metal) | 2                 |